# Otome game

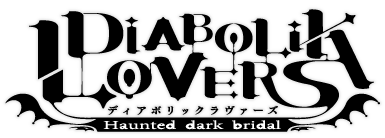
Otome Game "Diabolik Lovers"

Otome game é um tipo de jogo de vídeo game que é direcionado para o público feminino, onde um dos principais objetivos é desenvolver um relacionamento amoroso entre a personagem feminina jogadora e um dos vários personagens masculinos. Este gênero é mais estabelecido no Japão, e é geralmente baseados em visual novels e jogos de simulação, não sendo jogos hentais.
Esses jogos são compostos por um “harém inverso”, em que há uma protagonista mulher que pode se relacionar com um dos homens. Alguns jogos oferecem uma ou outra rota com garota, no caso, tendo uma rota shoujo-ai. Apesar da proposta de romance, isso não significa que todos os jogos sejam focados nisso. 